# ایستگاه ییل تاون–راوندهاوس
ایستگاه یل تاون- راوندهاوس (انگلیسی: Yaletown–Roundhouse station) یک ایستگاه زیرزمینی در خط کانادا مترو ونکوور سیستم حمل و نقل مترو است. این ایستگاه در تقاطع خیابان دیوی و خیابان مین لند، تقریباً ۸۰ متری (۲۶۰ فوت) شمال غربی بلوار پاسیفیک واقع شده‌است و به مناطق مسکونی و خرده فروشی ییل تاون و مرکز شهر ونکوور در ونکوور بریتیش کلمبیا، کانادا خدمات می‌دهد.